# Oliver Palotai
Oliver Palotai (ur. 17 marca 1974) – niemiecki muzyk heavymetalowy.
Pierwszym znaczącym dla jego kariery wydarzeniem była gra na instrumentach klawiszowych i gitarze w grupie Doro oraz na klawiszach podczas koncertów Circle II Circle. W październiku 2004 dołączył do zespołu BLAZE zastępując pierwszego gitarzystę Johna Slatera. W 2005 dołączył jako klawiszowiec do powermetalowej grupy Kamelot. W styczniu 2007 opuścił grupę BLAZE.
Palotai posiada dyplomy nauczyciela muzyki oraz profesjonalnego muzyka uzyskane w Hochschule für Musik Nürnberg-Augsburg.
Palotai używa stacji roboczej Yamaha Motif ES.
Od 2006 roku jest w związku z Simone Simons, wokalistką zespołu Epica.